# دولة تأسيسية
الدولة التأسيسية هي مصطلح يستخدم أحياناً في السياقات التي تشكل فيها بلد ما جزءاً من كيان سياسي أكبر، مثل دولة ذات سيادة. ومصطلح الدول التأسيسية ليس لها أي معنى قانوني محدد، ويستخدم ببساطة للإشارة إلى دولة هي جزء مكون من شيء آخر.

## الحالات الاتحادية

### مملكة الأراضي المنخفضة
منذ 10 أكتوبر 2010م ومملكة الأراضي المنخفضة تتكون من أربع دول:
- هولندا
- أروبا
- كوراساو
- سينت مارتن

يتم تعيين كل منها بشكل مفصل كأرض في القانون الهولندي من ميثاق مملكة الأراضي المنخفضة. وعلى عكس اللفظين الألماني Länder والنمساوي Bundesländer قإن الحكومة الهولندية تترجم كلمة (landen أو أراضي) باستمرار بأنها «دول».

## الحالات الفيدرالية
مثل الولايات المتحدة الأمريكية بحيث انها تتكون من خمسين ولاية كل ولاية منهم تعتبر دولة تأسيسية، على سبيل المثال ولاية كاليفورنيا او ولاية تكساس يعتبران دول تأسيسية